# Marion Belin
Marion Belin, född 14 maj 1933 i Vänersborg, död 24 december 2022, var en svensk konstnär. 
Hon var dotter till lantmätaren Nils Belin. Hon studerade vid Konstfackskolan i Stockholm i slutet av 1950-talet. Sin första utställning genomförde hon 1980 och har därefter medverkat i flera nationellt och internationellt uppmärksammade utställningar. Hennes konst består av berättande gouacher i intensiva färger med människor, djur och blommor samt ett stort antal illustrationsuppdrag. För Västerås kommun har hon målat ett rådjur i Stadsparaden till Västerås. Belin är representerad vid Västerås konstmuseum och Statens konstråd.